# Étienne Lenoir

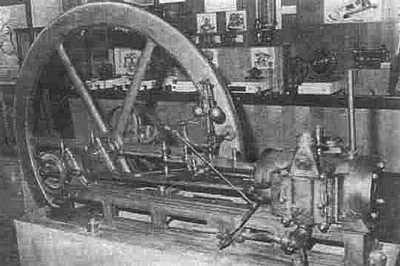
Motor Lenoir no Musée des Arts et Métiers, Paris.

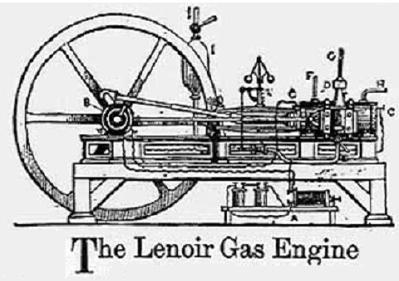
Motor a gás de Lenoir, 1860

Jean Joseph Étienne Lenoir, também conhecido como Jean J. Lenoir (Mussy-la-Ville, 12 de janeiro de 1822 — La Varenne-Saint-Hilaire, 4 de agosto de 1900) foi um engenheiro belga, conhecido por desenvolver o motor de combustão interna em 1858. Projetos antigos de tais motores foram patenteados tão cedo como 1807, mas nenhum teve sucesso comercial. O motor de Lenoir foi comercializado em quantidades suficientes para ser considerado um sucesso, o primeiro para o motor de combustão interna.